# Харченко Микола Назарович
Микола Назарович Харченко (27 липня 1907, місто Богодухів Харківської області — ?) — радянський партійний діяч, заступник секретаря і секретар Ровенського обласного комітету КП(б)У.

## Біографія
Член ВКП(б). Під час німецько-радянської війни перебував у евакуації.
У листопаді 1944 — листопаді 1948 року — заступник секретаря Ровенського обласного комітету КП(б)У із промисловості та завідувач промислового відділу Ровенського обласного комітету КП(б)У.
З 1948 по лютий 1951 року — завідувач промислово-транспортного (промислового) відділу Ровенського обласного комітету КП(б)У.
12 лютого 1951 — 1952 року — секретар Ровенського обласного комітету КП(б)У.
Подальша доля невідома.

## Звання
- молодший лейтенант

## Нагороди
- орден «Знак Пошани» (23.01.1948)
- медалі